# Almön
Almön är en ö i Valla socken, Tjörns kommun, Västra Götalands län. Den skiljs från Tjörns huvudö av ett smalt sund och uppfattas lätt som en del av denna.  På ön ligger västra brofästet för Tjörnbron med länsväg 160, som förbinder Tjörn och Orust med fastlandet. Österut förbinds Almön med Källön av Tjörnbron. Bron ersatte 1981 den tidigare Almöbron, som påseglats och förstörts året innan.
På Almön finns den tidigare brouppfarten kvar som lokalväg och vid Almöbrons tidigare brofäste är en minnestavla placerad över landsfiskal Erik Nordström, initiativtagare till och förkämpe för broförbindelsen.
Almöns Camping finns på ön med 500 platser, badplats och småbåtshamn. Ön utgör sommartid angöringsplats för personfärjeförbindelsen till Lilla Brattön.